# Billy Robinson
Billy Robinson (* 18. September 1938 in Manchester, Lancashire, Vereinigtes Königreich; † 3. März 2014 in Little Rock, Arkansas, Vereinigte Staaten) war ein britischer Ringer, Wrestler, Autor und Trainer.

## Leben
Robinson wollte ursprünglich Boxer werden, wie es sein Vater war. Doch nach einem Unfall im elterlichen Lebensmittelgeschäft wurde er am Auge verletzt und konnte so keine Lizenz als Boxer bekommen. Er musste sich also umorientieren. Ihm hatte es nun das britische Wrestling angetan. Sein Vater bestand zunächst auf einem Training im Ringen. 1957 wurde er britischer Champion und 1958 außerdem europäischer Champion im Halbschwergewicht. Nach einem Jahr Ringtraining stellte ihn sein Vater seinem Wrestling-Trainer Billy Riley vor. Im berüchtigten „Snake Pit“ in Wigan lernte er anschließend den britischen Wrestlingstil, das Catch-as-catch-can. Unter sehr harten Bedingungen trainierte er acht Jahre, bis er 1955 sein Debüt als Wrestler feiern durfte.
In Großbritannien trat er für Joint Promotions an, die mehr als 40 Veranstaltungen pro Woche im gesamten Vereinigten Königreich ausrichteten und den britischen Markt dominierten. Hinzu kam ein längerer Aufenthalt in Indien, wo er unter anderem gegen Tiger Singh antrat. 1965 durfte er den European Title und 1967 auch den britischen Titel der Promotion gewinnen. Beide Titel hielt er bis 1970. Sie wurden für vakant erklärt, nachdem er 1970 in die Vereinigten Staaten ging. Seine bekanntesten Kämpfe waren gegen den Japaner Kendo Nagasaki.
In den Vereinigten Staaten trat er für Verne Gagnes American Wrestling Association (AWA) an. Er hielt dort den AWA British Empire Heavyweight Championship dreimal und den AWA World Tag Team Championship zweimal. Außerdem erhielt er eine der Hauptrollen im Film The Wrestler (1974), der von Gagne produziert wurde. In Kanada wrestlete er für Lutte International und erhielt den kanadischen Championtitel in einem Kampf gegen Dino Bravo. 1982 trat er gegen WWWF-Champion Bob Backlund an. Das Match endete mit einem Unentschieden, nachdem das 60-Minuten-Zeitlimit überschritten wurde.
In dieser Zeit wrestlete er auch in Japan, wo er unter anderem gegen Antonio Inoki antreten durfte. Zusammen mit Karl Gotch war er einer der Wrestler, die den europäischen Stil nach Japan brachten und damit indirekt für die Gründung der Universal Wrestling Federation verantwortlich waren. Robinson selbst galt als Mitbegründer und Vertreter des Shoot Style, was er unter anderem in eine Match gegen Nick Bockwinkel am 8. Mai 1992 für die UWF International unter Beweis stellte. Dies war auch eines seiner letzten Matches, da er sich 1992 aus dem aktiven Wrestling-Geschehen zurückzog. In Japan war Robinson so populär, dass er mit Robin Mask seine eigene Manga-Serie bekam.
Kurz vor seinem Rücktritt begann er als Trainer zu arbeiten, zunächst in England, wo er Marty Jones und Johnny Saint trainierte, anschließend in Japan, wo er im UWF Snake Pit die Wrestler El Signo, Kazushi Sakuraba, Yoji Anjo und James Maritato in den Shoot-Style einführte. Anschließend kehrte er in die Vereinigten Staaten zurück, wo er in Las Vegas ein Lebensmittelgeschäft managte und später als Security in einem Casino arbeitete. Trotz einiger Verletzungen, die er sich im Laufe seiner Karriere zugezogen hatte, war er weiterhin als Trainer aktiv, sowohl bei Scientific Wrestling als auch bei der Mixed-Martial-Arts-Organisation Westside MMA. Dort trainierte er unter anderem die UFC-Kämpfer und Kämpferinnen Josh Barnett, Megumi Fuji und Shayna Baszler.
2012 erschien seine Autobiografie Physical Chess: My Life in Catch-As-Catch-Can Wrestling. Koautor war Jake Shannon, der Gründer von Scientific Wrestling, wo Robinson seit 2007 als Trainer arbeitete.
Billy Robinson verstarb am 3. März 2014 im Alter von 75 Jahren.

## Erfolge und Ehrungen

### Ringen
- British National Wrestling Championship (1×)[5]
- European Open Light Heavyweight Wrestling Championship (1×)[5]

### Professional wrestling
- All Japan Pro Wrestling
  - NWA United National Championship (1×)[5]
  - PWF World Heavyweight Championship (1×)[5]
  - Korakuen Hall Heavyweight Battle Royal (1980)[7]
- American Wrestling Association
  - AWA British Empire Heavyweight Championship (3×)[5]
  - AWA World Tag Team Championship (2×) – mit Verne Gagne (1×) und Crusher Lisowski (1×)[5]
- Cauliflower Alley Club
  - Other honoree (1994)
- Championship Wrestling from Florida
  - NWA Southern Heavyweight Championship (Florida version) (1×)
- Continental Wrestling Association
  - CWA World Heavyweight Championship (3×)[5]
- International Wrestling Enterprise
  - IWA World Heavyweight Championship (2×)[5]
- Joint Promotions
  - British Heavyweight Championship (1×)[5]
- Lutte Internationale
  - Canadian International Heavyweight Championship (2×)[5]
  - Canadian International Tag Team Championship (1×) – mit Pierre Lefebvre[5]
- New Japan Pro-Wrestling
  - Greatest Gaijin Best Bout Section (2002) vs. Antonio Inoki
- Professional Wrestling Hall of Fame and Museum
  - Class of 2011[8]
- Pro Wrestling Illustrated
  - PWI Most Popular Wrestler of the Year (1974)[9]
  - #151 der besten 500 Einzelwrestler der „PWI Years“ 2003[10]
- Stampede Wrestling
  - Stampede Wrestling Hall of Fame[11]
- Tokyo Sports
  - Match of the Year Award (1975) vs. Antonio Inoki am 11. Dezember
- World Championship Wrestling (Australia)
  - IWA World Heavyweight Championship (1×)[5]
- Wrestling Observer Newsletter Awards
  - Wrestling Observer Newsletter Hall of Fame (Class of 1996)[12]

## Filmografie
- 1974: The Wrestler

## Werke
- Physical Chess: My Life in Catch-As-Catch-Can Wrestling. Mit Jack Shannon. ECW Press 2012. ISBN 978-1-77041-062-6